# Joël Glasman
Joël Glasman (* 1979) ist ein französischer Historiker mit dem Schwerpunkt Geschichte Afrikas (deutsche und französische Kolonialisierung in Westafrika und die Geschichte des postkolonialen Staates (Senegal und Togo)).

## Leben
Er promovierte in Leipzig und Paris. Er war von 2007 bis 2009 Mitglied des DFG-Graduiertenkollegs Bruchzonen der Globalisierung und von 2009 bis 2016 wissenschaftlicher Mitarbeiter der Professur für die Geschichte Afrikas der Humboldt-Universität zu Berlin unter Andreas Eckert. Seit Oktober 2016 ist er Forscher im Centre Marc Bloch. Seit 2015 leitet er zudem im Rahmen des SPP1448 Adaptation and Creativity in Africa das DFG-Forschungsprojekt Flüchtlingslager. Geschichte einer humanitären Technologie. Ab Januar 2018 lehrt er als Professor für Geschichte mit dem Schwerpunkt Geschichte Afrika an der Universität Bayreuth.

## Schriften (Auswahl)
- Les corps habillés au Togo. Genèse coloniale des métiers de police. Paris 2015, ISBN 978-2-8111-1218-9.
- als Herausgeber mit Maria Framke: Humanitarismus. Essen 2015, ISBN 3-8375-1403-X.
- als Herausgeber mit Debora Gerstenberger: Techniken der Globalisierung. Globalgeschichte meets Akteur-Netzwerk-Theorie. Bielefeld 2016, ISBN 3-8376-3021-8.
- Humanitarianism and the quantification of human needs. Minimal humanity. London 2019, ISBN 0-367-46416-0.